# Fibi i Jednorożec
Fibi i Jednorożec (tytuł oryginału: Phoebe and Her Unicorn) – amerykańska seria komiksowa dla dzieci i młodzieży autorstwa Dany Simpson, ukazująca się od 2012 jako komiks internetowy (pod tytułem Heavenly Nostrils), a od 2015 także w formie gazetowych pasków komiksowych, następnie publikowanych w tomach zbiorczych. Po polsku serię publikuje Egmont Polska od 2019.

## Fabuła
Akcja serii rozpoczyna się, gdy 9-letnia Phoebe Howell, przemądrzała uczennica z czwartej klasy, rzuca kamień do stawu i przypadkowo uderza jednorożca. Okazuje się, że stworzenie jest rodzaju żeńskiego i nazywa się Marigold. Spełnia życzenie Phoebe: zostaje jej najlepszą przyjaciółką. Marigold, jak wszystkie jednorożce, ma doświadczenie w magii. Poprzez czary jest w stanie dokonywać takich wyczynów, jak przekierowywanie deszczu czy wysyłanie wiadomości tekstowych i transmisja hotspotu Wi-Fi przez swój róg. Jednak najczęściej używanym przez Marigold zaklęciem jest „Tarcza nudy”, która sprawia, że ludzie postrzegają ją jako coś zwykłego i pozwalają jej na codzienny, bezpośredni kontakt.

## Tomy zbiorcze
| Tom | Tytuł i rok wydania polskiego     | Tytuł i rok wydania oryginalnego                 |
| --- | --------------------------------- | ------------------------------------------------ |
| 1   | Fibi i Jednorożec (2019)          | Phoebe and Her Unicorn (2014)                    |
| 2   | Jednorożec na wrotkach (2019)     | Unicorn on a Roll (2015)                         |
| 3   | Fibi kontra gobliny (2020)        | Unicorn vs. Goblins (2016)                       |
| 4   | Galopem przez święta (2020)       | Razzle Dazzle Unicorn (2016)                     |
| 5   | Pod znakiem jednorożca (2021)     | Unicorn Crossing (2017)                          |
| 6   | Magiczna burza (2021)             | Phoebe and Her Unicorn in the Magic Storm (2017) |
| 7   | Czapki z głów (2022)              | Unicorn of Many Hats (2018)                      |
| 8   | Królowe dram (2022)               | Phoebe and Her Unicorn in Unicorn Theater (2018) |
| 9   | Przyjaźń kulą się toczy (2023)    | Unicorn Bowling (2019)                           |
| 10  | Szepty i rżenia (2023)            | The Unicorn Whisperer (2019)                     |
| 11  | Pod gwiazdami (2024)              | Camping with Unicorns (2020)                     |
| 12  | Wirtualna nierzeczywistość (2024) | Virtual Unicorn Experience (2020)                |
| 13  | W blasku fleszy (2025)            | Unicorn Famous (2021)                            |
| 14  | Magiczne melodie (2025)           | Unicorn Playlist (2021)                          |
| 15  |                                   | Unicorn Selfies (2022)                           |
| 16  |                                   | Unicornado (2022)                                |
| 17  |                                   | Punk Rock Unicorn (2023)                         |